# 岩木瓜
岩木瓜（学名：Ficus tsiangii）为桑科榕属的植物，是中国的特有植物。分布在中国大陆的湖北、四川、广西、云南、湖南、贵州等地，生长于海拔200米至2,400米的地区，多生在山谷、沟边及潮湿地区，目前已由人工引种栽培。

## 别名
阿巴果（双柏）